# Gunsta Backar

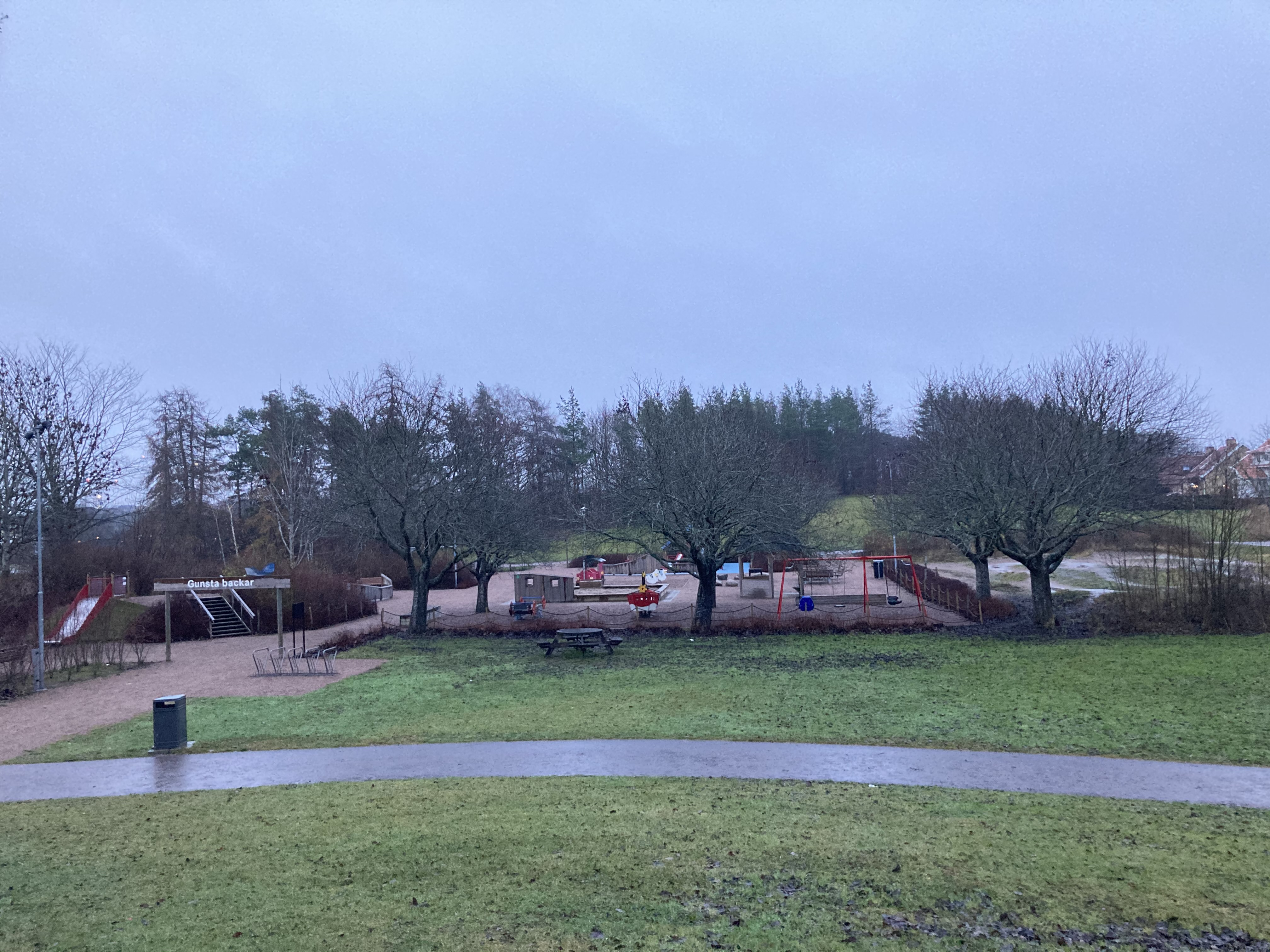
Gunsta Backar, december 2020.

Gunsta Backar är en park i Uppsala. Där finns en lekplats.

## Bildgalleri

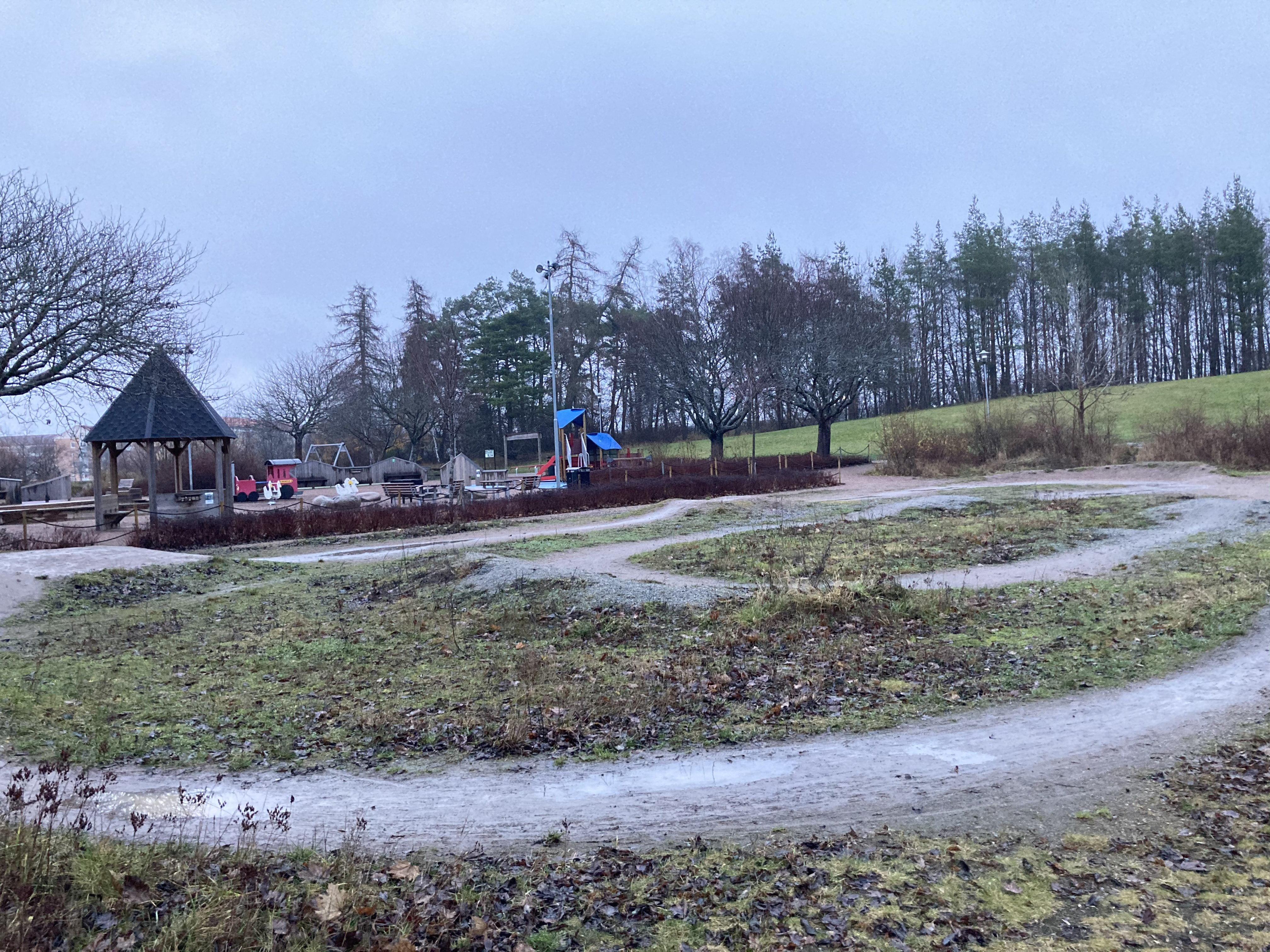
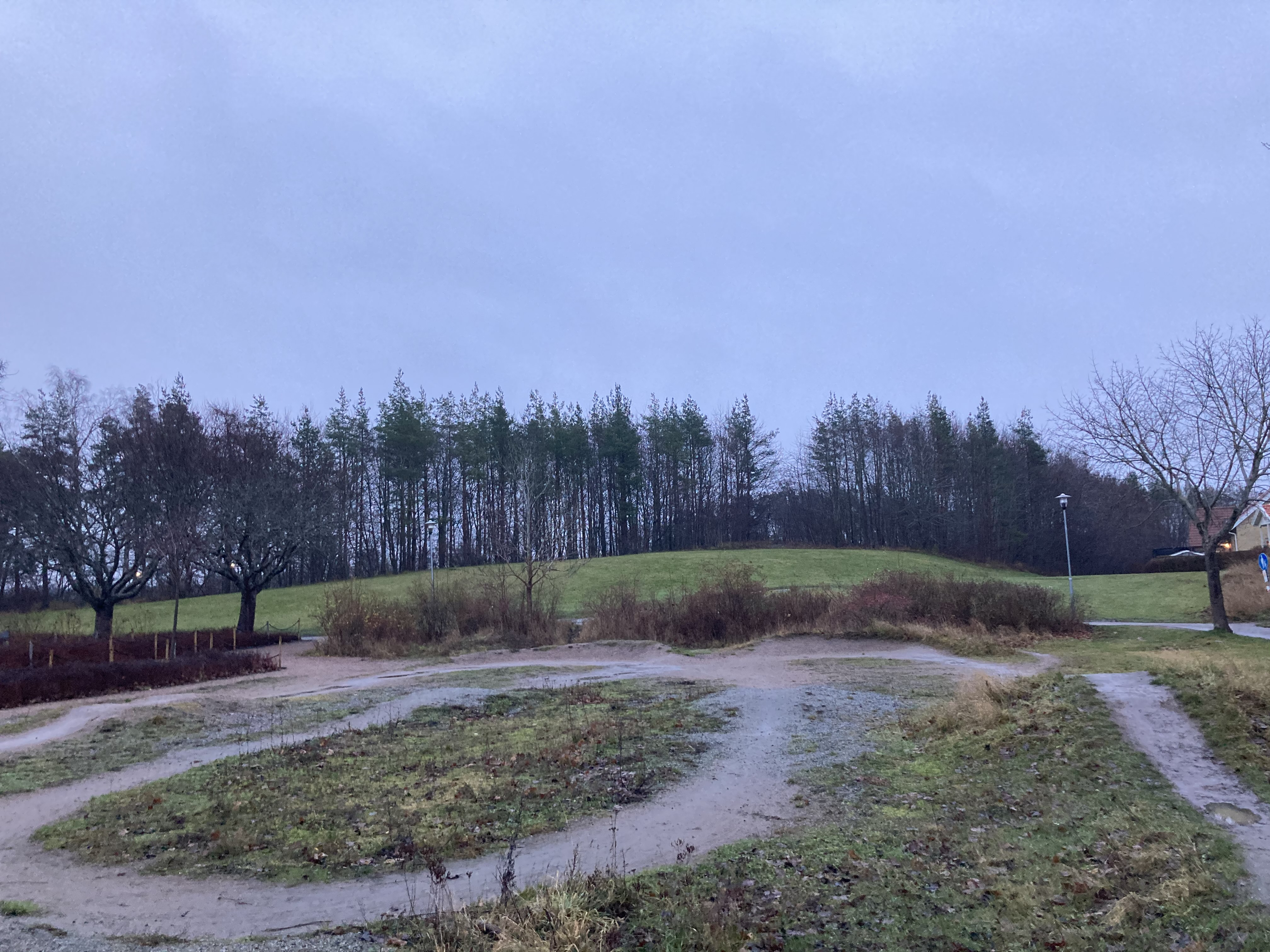
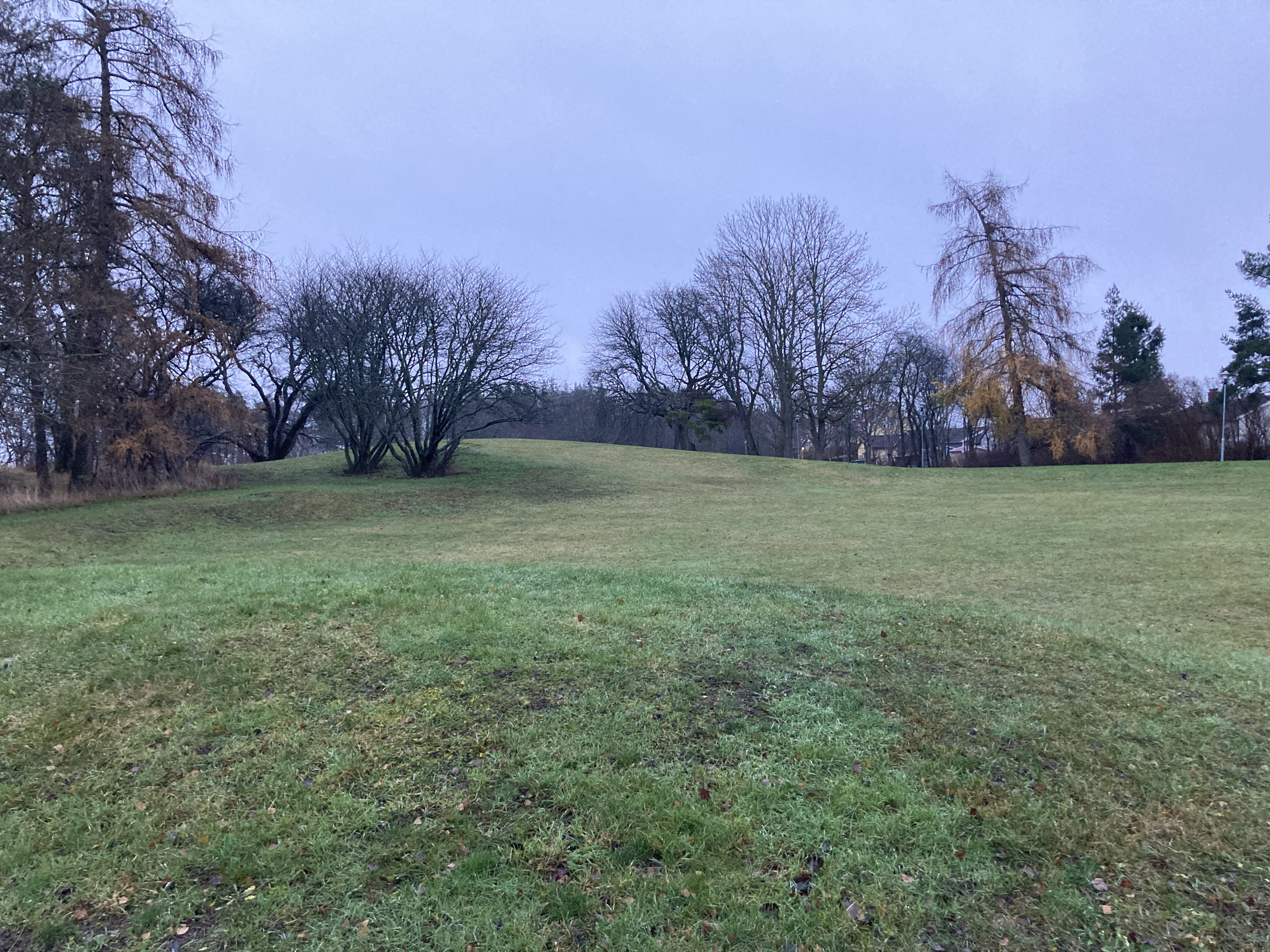